# 車あるんですけど…?
『車あるんですけど…?』（くるまあるんですけど？）は、2016年10月2日から2019年3月30日まで テレビ東京系列にて放送されていたバラエティ番組である。放送時間は土曜22:30 - 23:00（JST）。

## 概要
18年間放送されたドライブ番組『ドラGO!（旧番組名：ドライブ A GOGO!）』の後継番組として制作され、放送開始当初は街角で「丸1日、クルマをお貸ししたら何に使いますか?」とインタビューを実施し、特に“おもしろそうだ”と思われる一般人に後日スタッフが訪問して自動車を貸与し、「その人がそのクルマを使って何をするのか?」をスタッフが同乗して密着取材するというものであったが、2017年以降は特定分野の有名なマニアや専門家2名 - 3名が登場し、その分野のマニアックなドライブスポットに出かける内容へと番組の趣旨を変更した。それに加えて、2017年9月以降の放送より（一部の回を除いて）それら出演者の分野に精通する芸能有名人も参加して番組を盛り上げていたが、のちには各分野のマニアがゲストの芸能有名人にそれらのディープな世界を教えるという方向に変化している。
そして、2018年6月24日放送回より「忙しい芸能人にクルマを貸したらどう使う?」と称し、有名芸能人のプライベートドライブに密着する企画も始まった。のちには「有名芸能人のプライベートドライブ」もしくは「マニアによる旅」のいずれかが放送されている。さらに、2018年7月8日以降の放送からは「見届け人」と呼ばれるスタジオMCが廃止されてVTRのみになるなど、より前番組に近い番組構成へと変化している。なお、こちらも前番組と同じくトヨタ一社提供となっている。
2018年10月6日から『ポケットモンスター サン&ムーン』が木曜18:55枠から移動するため、当番組は土曜22:30枠に移動して継続。放送時間変更に伴い、タイトルが「JOTX 6:00 p.m.」→「JOTX 10:30 p.m.」に変更された。なお、この時間帯がトヨタ一社提供番組枠になるのは『地球街道』以来約9年半ぶりとなる。
2019年3月30日放送をもって終了。これにより、前番組から約21年にわたって続いた（トヨタ単独提供による）ドライブ番組の歴史に終止符が打たれた。

## 出演者
- マキタスポーツ（2016年10月2日 - ）：ナレーションを担当。

### 過去の出演者

#### 見届け人（MC）
- 片桐仁（ラーメンズ〈当時〉）（メインMC、2016年10月2日 - 2018年7月1日）[注 1]
- 女性見届け人（サブMC ※交代で担当、 2016年10月2日 - 2017年9月24日）
  - トミタ栞（2016年10月2日 - 10月9日、10月30日 - 11月6日、2017年1月15日 - 1月22日）
  - ベック（2016年10月16日 - 10月23日、11月13日 - 2017年1月8日、1月29日 - 2月19日、5月7日 - 5月14日、9月3日 - 9月10日）
  - 長井短（2017年2月26日 - 3月29日）
  - 瑛茉ジャスミン（2017年3月26日 - 4月2日）
  - 最上もが（でんぱ組.inc〈当時〉）（2017年4月9日 - 4月16日、5月21日 - 5月28日、7月16日 - 7月23日）
  - 井上咲楽（2017年4月23日 - 4月30日）
  - 廣田あいか（私立恵比寿中学〈当時〉）（2017年6月4日 - 6月11日）
  - mirei（2017年6月18日 - 6月25日）
  - 大沢ひかる（2017年7月2日 - 7月9日）
  - 光宗薫（2017年7月30日 - 8月6日）
  - 尾崎由香（2017年8月13日 - 8月27日）
  - 樋口日奈（乃木坂46〈当時〉）（2017年9月17日）
  - 小林歌穂（私立恵比寿中学）（2017年9月24日）

## 放送内容
| 2016年                                                      | 2016年   | 2016年                                         | 2016年                                                                                      | 2016年              | 2016年       | 2016年 |
| 回                                                          | 放送日   | サブタイトル                                   | 放送内容                                                                                    | 使用車種            | 女性見届け人 | 備考   |
| ----------------------------------------------------------- | -------- | ---------------------------------------------- | ------------------------------------------------------------------------------------------- | ------------------- | ------------ | ------ |
| 1                                                           | 10月2日  | 21歳美人理系女子の初ドライブ!!                 | 21歳美人理系女子の初ドライブ!! 逆ヒッチハイクに密着                                         | プリウス            | トミタ栞     |        |
| 2                                                           | 10月9日  | カツ丼愛するフランス人                         | 芸大卒業の超個性的アーティスト夫婦の昭和レトロ探し カツ丼大好きなフランス人に密着!          | ヴォクシー アクア   | トミタ栞     |        |
| 3                                                           | 10月16日 | 大阪の人気路上ミュージシャンが東京に殴り込み!! | 大阪の人気路上ミュージシャン2人組が東京に殴り込み!投げ銭5万円に挑む!?                       | シエンタ            | ベック       |        |
| 4                                                           | 10月23日 | 野生児!?2人組がサバイバルグルメに挑む!!        | 森で探した食材だけでサバイバル!プロボクサー&罠師の異色コンビのサバイバルグルメ旅に密着      | ハリアー            | ベック       |        |
| 5                                                           | 10月30日 | 謎のカポエイラ軍団は幸福の使者!?               | 日本でも再現したい!カポエイラを日本中に広める旅 婚活OLの禁断本音トーク旅に密着              | アルファード アクア | トミタ栞     |        |
| 6                                                           | 11月6日  | 工場の夜景!?外国人大興奮のニッポン名所ツアー!! | 日本の文化を伝えたい……外国人留学生の真夜中のニッポン巡りに密着                              | ヴェルファイア      | トミタ栞     |        |
| 7                                                           | 11月13日 | 爆買い女子!?地方のカリスマ古着店巡り!          | 53万円のジーンズまで!?古着大好きショップ店員が地方のカリスマ古着店を目指す!                 | シエンタ            | ベック       |        |
| 8                                                           | 11月20日 | 東大生秘湯大好き!秘境&絶景の温泉探し!          | 緊急事態発生!?温泉をこよなく愛する温泉サークル                                              | ノア                | ベック       |        |
| 9                                                           | 11月27日 | ドローンで不思議映像撮りたい!イケメン理系      | イケメン理系大学生がドローンを使い不思議な映像を撮影しまくる珍道中!                         | ヴォクシー          | ベック       |        |
| （12月6日は、『柔道グランドスラム東京2016』放送のため休止） |          |                                                |                                                                                             |                     |              |        |
| 10                                                          | 12月11日 | 忍者スポーツ!?パルクール愛する神技イケメン     | 走る・飛ぶ・登るを極めたスポーツ、パルクール!このパルクールに魅せられた男達の神技映像公開。 | ヴェルファイア      | ベック       |        |
| 11                                                          | 12月18日 | 美人姉妹の人生初!親孝行ドライブ                | しっかり者の妹と自由奔放の姉の美人姉妹が女手ひとつで育ててくれた母に人生初の親孝行ドライブ! | アクア              | ベック       |        |
| 12                                                          | 12月25日 | 現役占い師が厳選したパワースポット巡り         | 現役占い師が悩み多き友人達と厳選したパワースポットを巡る旅。                                | アルファード        | ベック       |        |

| 2017年                                                     | 2017年   | 2017年                                            | 2017年 | 2017年               | 2017年                                | 2017年                              |
| 回                                                         | 放送日   | サブタイトル                                      | 放送内容 | 使用車種             | 女性見届け人                          | VTR出演                             |
| ---------------------------------------------------------- | -------- | ------------------------------------------------- | --- | -------------------- | ------------------------------------- | ----------------------------------- |
| （1月1日は『大食い世界一決定戦!』放送のため休止）          |          |                                                   | |                      |                                       |                                     |
| 13                                                         | 1月8日   | 餃子大好き乙女が餃子の街で最高の一皿探し          | 聖地宇都宮!餃子を愛する3人組が口コミ頼りにガチで食べまくる旅                                                            | カローラフィールダー | ベック                                | （なし）                            |
| 14                                                         | 1月15日  | ジャズ愛する女子大生トランペッターの感動旅        | 自分を変えたい!ジャズを愛する女子大生がトランペット片手に他大学に殴り込み!?                                             | ヴェルファイア       | トミタ栞                              | （なし）                            |
| 15                                                         | 1月22日  | ご当地カレー1500種類食べた夫婦の新種類探し        | レトルトのご当地カレー専門店を営む夫婦、1500種類を食べた彼らの新種類探しの旅!                                           | ヴォクシー           | トミタ栞                              | （なし）                            |
| 16                                                         | 1月29日  | 酷道マニアの日本の道路遺産探し!                   | 珍しい道・険しい道を愛する酷道マニアが知られざる日本の道路遺産を巡る旅                                                  | ノア                 | ベック                                | （なし）                            |
| 17                                                         | 2月5日   | 男女3人!真冬の過酷なサバイバル旅                  | 番組4回目でサバイバルグルメ旅に挑んだ2人組と美人歌手が緊急参戦!真冬の過酷な山を相手に奮闘する!!                         | シエンタ             | ベック                                | （なし）                            |
| 18                                                         | 2月12日  | 片桐仁大興奮!不思議な博物館巡り!!前編             | 番組MCの片桐仁が知られざる博物館を巡る!謎の石だけの博物館や、だまし絵の館に大興奮!                                      | アルファード         | ベック                                | 今立進 （エレキコミック）           |
| 19                                                         | 2月19日  | 片桐仁大興奮!不思議な博物館巡り!!後編             | 番組MCの片桐仁が知られざる博物館を巡る!謎の駄菓子屋ゲームや金庫と鍵の博物館に隕石だらけの館に仰天!                      | アルファード         | ベック                                | 今立進 （エレキコミック）           |
| 20                                                         | 2月26日  | 手芸の達人!光浦靖子の技はマジでスゴイ!!           | 手芸の達人・光浦靖子が仲間と参戦!手芸マニアの聖地訪問から謎のミシンカフェでプロ顔負けの腕を魅せる!                      | シエンタ             | 長井短                                | 光浦靖子 （オアシズ）               |
| 21                                                         | 3月6日   | 酷道マニアの日本の道路遺産探し!第2弾              | 珍しい道・険しい道を愛する酷道マニアが知られざる日本の道路遺産を巡る旅第2弾!                                            | プリウス             | 長井短                                | （なし）                            |
| 22                                                         | 3月12日  | パンマニアが巡る!本当にウマい惣菜パンの世界       | 今まで1万個以上のパンを食べた筋金入りのパンマニアが、本当に美味しいカレーパンやクロワッサンの店を巡る!                  | ヴィッツ             | 長井短                                | （なし）                            |
| 23                                                         | 3月19日  | 昭和レトロの世界!魅惑のドライブイン巡り           | 昭和レトロ溢れるドライブインを愛するマニアが、知られざるドライブインを巡る旅!!                                          | アクア               | 長井短                                | （なし）                            |
| 24                                                         | 3月26日  | 餃子大好き乙女が餃子の街で究極の一皿探し!!        | 餃子を愛する仲良し3人組が餃子の街で口コミ頼りにガチで食べまくる旅の第2弾!!                                              | シエンタ             | 瑛茉ジャスミン                        | （なし）                            |
| 25                                                         | 4月2日   | 美人理系女子の逆ヒッチハイク旅 第2弾              | ヒッチハイクしている人を希望の場所まで乗せてあげたい!前回大反響の理系女子逆ヒッチハイク旅の第2弾!!                      | ヴィッツ             | 瑛茉ジャスミン                        | （なし）                            |
| 26                                                         | 4月9日   | 道路マニアおすすめ!東京の不思議な道路ツアー       | 道路マニアが東京の不思議な道路を案内する。近未来的な信号機や高速ジャンクションそして廃止された道は必見!                 | プリウス             | 最上もが （でんぱ組.inc〈当時〉）     | （なし）                            |
| 27                                                         | 4月16日  | さばマニアおすすめ!絶品さばグルメを探せ!!         | さばを心から愛するさばマニアがさばの名産地静岡で絶品のさばグルメを探す!さばを使ったパスタの味は!?                       | シエンタ             | 最上もが （でんぱ組.inc〈当時〉）     | （なし）                            |
| 28                                                         | 4月23日  | 高速サービスエリアマニアのオススメSA巡り          | 高速道路のサービスエリアやパーキングエリアを愛するマニアがその魅力を伝える旅。名物の激ウマ豚汁も紹介!                   | プリウス             | 井上咲楽                              | （なし）                            |
| 29                                                         | 4月30日  | 昭和レトロの世界!魅惑のドライブイン潜入           | 昭和レトロ溢れるドライブインを愛するマニアが、知られざるドライブインの世界を案内する!!                                  | シエンタ             | 井上咲楽                              | （なし）                            |
| 30                                                         | 5月7日   | 古い物が大好き!秘境の絶景&秘境グルメの店          | 秘境を愛するマニアがありえない絶景や秘境グルメを紹介。海へ続く電柱!?ナビでは絶対に辿りつけない店とは!?                  | C-HR                 | ベック                                | （なし）                            |
| 31                                                         | 5月14日  | 珍スポット続出!知られざる県境マニアの旅           | 県と県の境目、県境を愛するマニアが知られざる県境の魅力を紹介。県と県をまたぐ神社や県境にあるそば屋に大興奮!             | アクア               | ベック                                | （なし）                            |
| 32                                                         | 5月21日  | スゴ腕!ドローンマニアの不思議映像撮影の旅         | ドローンマニアがドローンを駆使して不思議な映像を撮影する旅。ドローンで釣りにチャレンジすると衝撃の結末が!               | アルファード         | 最上もが （でんぱ組.inc〈当時〉）     | （なし）                            |
| 33                                                         | 5月28日  | 道路マニアおすすめ!東京の秘境道ツアー             | 道路マニアが東京の秘境景色と秘境の道を案内する。岩をそのままくり抜いた道や断崖にかかる不思議な橋に大興奮!               | C-HR                 | 最上もが （でんぱ組.inc〈当時〉）     | （なし）                            |
| 34                                                         | 6月4日   | 灯台マニアおすすめ!美しい灯台巡りツアー           | 灯台マニアが美しい灯台を案内する。日本最古の洋式灯台や映画の舞台になったデザイン灯台そして特別にその中に潜入!           | アクア               | 廣田あいか （私立恵比寿中学〈当時〉） | （なし）                            |
| 35                                                         | 6月11日  | 不思議な景色マニア!都会の気になる建造物ツアー     | 街中にある何の意味があって建っているのか分からない建造物が大好きなマニアの旅。交差点になんで煙突が!?                    | ヴィッツ             | 廣田あいか （私立恵比寿中学〈当時〉） | （なし）                            |
| 36                                                         | 6月18日  | 思わず顔を入れてみたい!顔ハメ看板マニアの旅       | 観光地などで見かける顔ハメ看板。今まで3000枚以上に顔を入れたマニアが新たな顔ハメ看板を探す!顔出し技は必見!?             | ヴィッツ             | mirei                                 | （なし）                            |
| 37                                                         | 6月25日  | ダムマニアおすすめ!初夏の東北・魅惑のダム巡り!    | ダムマニアが東北の美しいダムを案内する。めったに見られない大迫力の放流シーンや巨大なダムカレーは必見!                   | ノア                 | mirei                                 | （なし）                            |
| 38                                                         | 7月2日   | 廃墟マニアおすすめ!幻想的の廃墟の中に潜入         | 廃墟マニアが幻想的な廃墟の世界を案内する。閉山した金山、廃墟化したホテル内に潜入するとそこには意外な物が残されていた!   | C-HR                 | 大沢ひかる                            | （なし）                            |
| 39                                                         | 7月9日   | 珍スポット続々!知られざる県境マニアの旅           | 県と県の境目、県境を愛するマニアが知られざる県境の魅力を紹介する。県と県をまたぐホテルや遊園地に大興奮!                 | プリウス             | 大沢ひかる                            | （なし）                            |
| 40                                                         | 7月16日  | 道路マニアおすすめ!名古屋の不思議な道ツアー       | 道路マニアが名古屋の不思議な道を案内する。広大な5車線の道路やUFO型信号機、世界的にも珍しい巨大な橋に興奮!               | シエンタ             | 最上もが （でんぱ組.inc〈当時〉）     | （なし）                            |
| 41                                                         | 7月23日  | 道路マニアおすすめ!ニッポン酷道ツアー             | 大人気シリーズの道路マニアが日本の険しい道、酷道を案内する。崖スレスレに走る国道に大興奮!                               | シエンタ             | 最上もが （でんぱ組.inc〈当時〉）     | （なし）                            |
| 42                                                         | 7月30日  | 崖マニアおすすめ!美しくて不思議な崖の世界         | 崖を心から愛する崖マニアが美しい崖の世界を案内。東京の意外な崖スポットや、崖に彫られた不思議な観音様に大興奮!           | シエンタ             | 光宗薫                                | （なし）                            |
| 43                                                         | 8月6日   | 橋マニアおすすめ!東京の美しい橋はコレだ!!         | 橋マニアが東京の美しい橋を案内する。普段見られない橋の下の複雑な仕組みや新名所ゲートブリッジ建築秘話に大興奮!           | ヴィッツ             | 光宗薫                                | （なし）                            |
| 44                                                         | 8月13日  | けもフレのサーバル参戦!昭和ドライブイン旅         | ドライブインマニアが昭和レトロなドライブインを巡る。大人気アニメ「けものフレンズ」のサーバル役・尾崎由香がスタジオ登場! | シエンタ             | 尾崎由香                              | （なし）                            |
| 45                                                         | 8月20日  | 珍樹ハンターおすすめ!東京の不思議な植物巡り       | よく見るとモノや動物に見える植物を愛する珍樹ハンター。指そっくりの枝や公園に突如出現するリスに似た木に大興奮!           | ヴィッツ             | 尾崎由香                              | （なし）                            |
| 46                                                         | 8月27日  | 灯台マニアおすすめ!美しすぎる灯台巡りツアー       | 灯台マニアが美しい灯台を案内する人気企画の第2弾。珍しいデザイン灯台や絶滅した灯台守の暮らしに迫る!                      | プリウスα            | 尾崎由香                              | （なし）                            |
| 47                                                         | 9月3日   | スーパーマーケットの達人イチ押しの店巡り          | 激安!惣菜がウマい!海外の食材だらけ!全国500店以上のご当地スーパーを巡った達人がオススメの店を紹介する。                  | シエンタ             | ベック                                | 虻川美穂子 （北陽）                 |
| 48                                                         | 9月10日  | お宝発掘!懐かしい昭和歌謡レコード探し             | 懐かしい昭和歌謡のレコードマニアがお宝レコード探しをする旅!サプライズゲストに、一斉を風靡したあの芸能人も登場!!         | シエンタ             | ベック                                | 西山浩司                            |
| 49                                                         | 9月17日  | 絶景&穴場!航空マニアに乃木坂46鈴木絢音参戦!!      | 航空機マニアが飛行機の絶景穴場を案内する。迫力の着陸やふだん見られない飛行機の横顔も。乃木坂46鈴木絢音が参戦!           | C-HR                 | 樋口日奈 （乃木坂46）                 | 鈴木絢音 （乃木坂46）               |
| 50                                                         | 9月24日  | 必見!専門店マニアおすすめプロ御用達の店           | プロが利用する専門店を愛するマニアが、プロ御用達の店を巡る!料理のプロが通う鍋の専門店や、最強のDIYの店に大興奮!         | ノア                 | 小林歌穂 （私立恵比寿中学）           | 木本武宏 （TKO）                    |
| 51                                                         | 10月1日  | 美人理系女子の逆ヒッチハイク!北海道で奇跡の出会い | 好評企画の第3弾!ヒッチハイクしている人を希望の場所まで乗せたい!理系女子逆ヒッチハイクが北海道で奇跡を呼ぶ!!             | シエンタ             | （なし）                              | （なし）                            |
| （10月8日は『THEカラオケ★バトル オススメ』放送のため休止） |          |                                                   | |                      |                                       |                                     |
| 52                                                         | 10月15日 | 外国人将棋マニア!将棋の魅力満喫ツアー             | アマ四段の実力を持つ外国人の将棋マニアが将棋の聖地を回る。藤井四段の将棋メシや最高級の将棋盤に大興奮!                   | ヴィッツ             | （なし）                              | 加藤歩 （ザブングル）               |
| 53                                                         | 10月22日 | カレーマニアおすすめ!今一番食べたいカレー店       | カレーマニアがおすすめの店を巡る!黄金のカツカレーや無添加の濃厚カレー、中華屋の絶品カレーに大興奮!                      | プリウス             | （なし）                              | ユージ スパイシー丸山               |
| 54                                                         | 10月29日 | 昭和レトロおもちゃ!超合金マニアのお宝探し!!       | レトロおもちゃマニアが超合金やソフトビニール人形を探す。懐かしヒーローや怪獣に興奮!中にはとんでもないお宝も!!           | シエンタ             | （なし）                              | 瀧上伸一郎 （流れ星）               |
| 55                                                         | 11月5日  | 激ウマ!ご当地ファミレスマニアおすすめ店           | その地方にしかないご当地ファミレスマニアがおすすめ店を巡る。1日2000枚売れる400円ピザ店や完全個室（秘）店に興奮。        | シエンタ             | （なし）                              | 馬場園梓 （アジアン）               |
| 56                                                         | 11月12日 | 昭和マニア大集結!昭和レトロのおすすめ店           | 昭和が大好きなマニアが昭和レトロな場所を巡る!昭和の商品3万点の博物館や活版印刷、さらに老舗の純喫茶に大興奮!!            | ヴィッツ             | （なし）                              | やついいちろう （エレキコミック）   |
| 57                                                         | 11月19日 | 本が好き!専門書マニアおすすめの書店巡り           | 本が大好きなマニアがおすすめの書店を巡る!日本唯一の仕掛け絵本専門店や、1300万円のお宝本に大興奮!!                       | プリウス             | （なし）                              | 平子祐希 （アルコ&ピース）          |
| 58                                                         | 11月26日 | リサイクルショップマニアが教える（秘）店巡り!     | 安く買うならリサイクルショップ!家電に強い店から家具に強い店まで、実に様々な店からマニアおすすめの店を紹介!!             | ノア                 | （なし）                              | スギちゃん                          |
| （12月3日は『柔道グランドスラム東京2017』放送のため休止）  |          |                                                   | |                      |                                       |                                     |
| 59                                                         | 12月10日 | 道路マニアおすすめ!不思議な東京の道路巡り         | 道路マニアの旅にアイドル最上もがが参戦!仰天の動く橋や七差路の交差点、都内で最も急な坂に興奮!最上もがの運転姿も必見!     | プリウスPHV          | （なし）                              | 最上もが                            |
| 60                                                         | 12月17日 | ぎょうざマニアおすすめ!浜松おすすめギョウザ旅     | ぎょうざマニアが浜松で口コミの店を巡る!ロケにはU字工事が参戦!巨大なげんこつ餃子や肉で巻いた絶品餃子に興奮!!             | アルファード         | （なし）                              | U字工事                             |
| 61                                                         | 12月24日 | 激辛マニアおすすめ!辛いけど美味しい店             | 激辛マニアが辛いけど美味しい店を案内!穴場の麻婆豆腐やコショウ料理専門店、TV初公開の青唐辛子ラーメンに興奮!              | ヴィッツ             | （なし）                              | 中田花奈 （乃木坂46） 藤崎涼 金成姫 |
| （12月31日は『第50回年忘れにっぽんの歌』放送のため休止）   |          |                                                   | |                      |                                       |                                     |

| 2018年                                                              | 2018年   | 2018年                                                     | 2018年 | 2018年                                               | 2018年                                        | 2018年 |
| 回                                                                  | 放送日   | サブタイトル                                               | 放送内容 | 使用車種                                             | VTR出演                                       |        |
| ------------------------------------------------------------------- | -------- | ---------------------------------------------------------- | --- | ---------------------------------------------------- | --------------------------------------------- | ------ |
| 62                                                                  | 1月7日   | 麺マニアおすすめ!ラーメン&うどん&そばの名店                | 麺マニアが隠れた名店を紹介!外国人店主こだわりの塩ラーメン、秘境のカレーうどんや、激安かき揚げそばは全て絶品                                                       | シエンタ                                             | 村上純 （しずる）                             |        |
| 63                                                                  | 1月14日  | かつマニアおすすめ!絶品豚かつ&カツ丼の名店                 | かつマニアがおすすめの店を紹介!!脂が究極の甘いトンカツや、中華料理店が作る安いけどウマいカツ丼に興奮                                                              | プリウス                                             | 梅田彩佳                                      |        |
| 64                                                                  | 1月21日  | 超絶景!航空マニアに乃木坂46鈴木絢音再び参戦                | 航空マニアが飛行機の絶景穴場を案内する人気企画第2弾!ふだん見られない飛行機の横顔や迫力の機体工場に潜入する!                                                       | C-HR                                                 | 鈴木絢音 （乃木坂46）                         |        |
| 65                                                                  | 1月28日  | 超レアなスポット!知られざる境界線マニアの旅                | 県と県の境目や区や市の境界線を愛するマニアがおすすめの境界線を紹介する!県境をまたぐ激レアな神社に大興奮!                                                          | シエンタ                                             | ベック                                        |        |
| 66                                                                  | 2月4日   | 昭和レトロの世界!魅惑のドライブイン潜入                    | 昭和の匂いが残るドライブインを愛する美女とマニアが知られざるドライブインの魅力を案内する!                                                                         | アクア G “GR SPORT”                                  | 古澤未来                                      |        |
| 67                                                                  | 2月11日  | 美人鉄道マニア!東京近郊のオススメ鉄道スポット              | 女性の鉄道マニア集結!東京近郊で見られる鉄道スポットを巡る!遮断機がない踏切や、お宝だらけの鉄道グッズ店に興奮!                                                     | ヴィッツ                                             | 廣田あいか 玉川美沙 木村裕子                  |        |
| 68                                                                  | 2月18日  | 大仏マニアおすすめ!一度は見るべき!!魅惑の大仏              | 大仏を愛する大仏マニアが南関東のおすすめ大仏を巡る!東京湾を一望できる絶景の大仏や、仏像専門フィギュア店に興奮!                                                    | C-HR                                                 | 南圭介                                        |        |
| 69                                                                  | 2月25日  | 回転寿司マニア厳選!今行くべきウマい回転寿司                | 回転寿司マニアが厳選した回転寿司の名店を案内!ウニやイクラがこぼれる店や、激安で大トロを提供する店に感動!!                                                         | ヴォクシー                                           | 安藤なつ （メイプル超合金）                   |        |
| 70                                                                  | 3月4日   | ハンバーグ&ハンバーガーマニア一押しの店!                   | ハンバーグ&ハンバーガーマニアが今一押しの店を巡る!口の中でとろけるハンバーグやド迫力のハンバーガーに興奮!                                                         | ヴィッツ                                             | 堀未央奈 （乃木坂46）                         |        |
| 71                                                                  | 3月11日  | スーパーマーケットの達人!イチ押しの店巡り                  | 人気企画の第2弾!激安の詰め放題店!惣菜が新鮮でウマい店!冷凍食品だけのスーパーなど達人がおススメの店を紹介。                                                        | シエンタ                                             | 虻川美穂子 （北陽）                           |        |
| 72                                                                  | 3月18日  | 美しすぎる穴!マニアおススメのトンネルツアー                | トンネルマニアがおススメのトンネルを紹介する。30年かけて人間が掘った切り通しトンネルや五角形のトンネルに興奮!                                                     | カローラフィールダー                                 | 川村エミコ （たんぽぽ）                       |        |
| 73                                                                  | 3月25日  | 焼き鳥&から揚げマニアおススメの（秘）店巡り                | 焼き鳥&から揚げマニアが一押しの店を巡る!丸ごと鶏一羽を味わえる焼き鳥や、900円で食べ放題の絶品から揚げに興奮!!                                                     | プリウス                                             | 伊藤かりん （乃木坂46） はんつ遠藤 有野いく   |        |
| 74                                                                  | 4月1日   | 昭和レトロ!魅惑の（秘）ドライブインに潜入!!                | 昭和レトロなドライブインを愛する美女とマニアがその魅力を案内!絶品モツ煮込み定食や巨大タンメンに大興奮!                                                            | C-HR                                                 | 古澤未来                                      |        |
| 75                                                                  | 4月8日   | 美ボディ女子のお肉マニア!絶品の肉料理店巡り!               | 肉料理が大好きなのに美しいボディを持つ美女が絶品の肉料理店を紹介!!生で食べる肉寿司や、激ウマ鹿シチューに興奮!!                                                    | プリウス                                             | チャンカワイ （Wエンジン）                    |        |
| 76                                                                  | 4月15日  | 険しい道が好き!酷道マニアのドキドキドライブ!               | 険しい道を敢えて選んで通る酷道マニアがドキドキの（秘）道を紹介!川沿いの林道や、断崖絶壁の道に興奮!酷道の先の絶品グルメ店も!!                                      | ランドクルーザー・プラド“TZ-G”                       | 梨衣名                                        |        |
| 77                                                                  | 4月22日  | カレーマニアおすすめ!知られざるカレーの名店                | カレーマニアが今一押しのお店を紹介!うなぎ店が限定で作る完売カレーや、寿司店の濃厚だしの絶品カレーに大興奮!!                                                       | ヴォクシー                                           | ユージ スパイシー丸山                         |        |
| 78                                                                  | 4月29日  | 麺マニアおすすめ!ラーメン&うどん&そうめんの名店            | 麺マニアが隠れた名店を紹介!2時間45分しか営業しない（秘）うどん店、飲み干してしまうスパイス麺、すだちそうめんは全て絶品!!                                          | アクア                                               | 村上純 （しずる）                             |        |
| 79                                                                  | 5月6日   | 道の駅&パーキングエリアマニアおススメの旅!                 | 全国の「道の駅」を制覇したマニアとパーキングエリアマニアがおススメの場所を紹介!!小学校を丸ごと利用した道の駅や50種類以上の総菜が並ぶPAに大興奮!                   | ノア                                                 | ベック                                        |        |
| 80                                                                  | 5月13日  | 特別編・道路マニア 北海道企画外の（秘）道路ツアー前編      | 道路マニアが北海道に初上陸!直径56ｍの円形歩道橋や、全長29キロに及ぶ日本一長い直線道路に興奮!知られざるB級グルメ麺も!!                                             | プリウス“S E-Four”                                   | 坂口渚沙 （AKB48）                            |        |
| 81                                                                  | 5月20日  | 特別編・道路マニア 北海道企画外の（秘）道路ツアー後編      | 道路マニア感動!北海道の不思議な道路旅の後編!貴重なロータリー式交差点や、全長4キロのジェットコースター風な広大な道に興奮!!                                         | プリウス“S E-Four”                                   | 坂口渚沙 （AKB48）                            |        |
| 82                                                                  | 5月27日  | かつマニアおすすめ!絶品豚カツ&カツ丼の名店2                | かつマニアがおすすめの店を紹介する好評企画の2回目!50食限定の超人気豚カツや世界一高いラードで揚げたカツ丼に興奮!!                                                  | プリウスPHV                                          | 梅田彩佳                                      |        |
| 83                                                                  | 6月3日   | 鉄道廃線マニア大興奮!幻の線路を撮ったゾ!!                  | 鉄道の廃線を愛するマニアがおススメの線路を案内する。今回はドローンママが参戦!幻の線路の映像撮影に成功し一同大興奮!!                                               | ヴォクシー                                           | 伊藤桃                                        |        |
| 84                                                                  | 6月10日  | 大迫力&絶景!航空機マニアおススメの（秘）穴場               | 航空機マニアが飛行機の絶景穴場を案内する人気企画の第3弾!飛行機と並走出来る（秘）道や戦闘機の爆音を体験するポイントに興奮!                                         | カムリ                                               | ベック                                        |        |
| 85                                                                  | 6月17日  | 激辛マニアおすすめ!辛いけど本当にウマい（秘）店            | 激辛マニアが辛いけれど本当にウマい店を紹介。路地裏の名店の絶品牛すじ煮込みから知られざる麻婆豆腐や担々麺の（秘）店に興奮!                                         | エスクァイア                                         | 馬場園梓 （アジアン） 藤崎涼                  |        |
| 86                                                                  | 6月24日  | 感動!完熟フレッシュ親子に車を貸してみた                    | 新企画!忙しい芸能人に車を貸したらどう使う?今回は大ブレイク中の完熟フレッシュ親子編。ニセ番組で呼び出された二人は久々の休みを楽しもうと旅に出た!                   | ヴィッツ                                             | 完熟フレッシュ                                |        |
| 87                                                                  | 7月1日   | 忙しい芸能人に車を貸したら…片桐仁の（秘）親子旅            | 新企画!忙しい芸能人に車を貸したら「何をする?」編。今回は片桐とTV初出演のイケメン息子の人生初体験に密着!!                                                          | プリウス                                             | 片桐仁                                        |        |
| 88                                                                  | 7月8日   | 道路マニア集結!この酷道&この坂道がスゴイ!                  | 芸能界屈指のトンネル好きなたんぽぽ川村が、酷道&坂道マニアと旅へ!急過ぎる坂道やミラーすれすれの激セマ道に興奮!!                                                    | カムリ                                               | 川村エミコ （たんぽぽ）                       |        |
| 89                                                                  | 7月15日  | 昭和レトロ!魅惑の（秘）ドライブインに潜入する!!            | 昭和レトロなドライブインを愛する美女がその魅力を案内!130種類ものメニューの大盛り食堂や、天然の自然薯定食の味に大興奮!                                             | プリウスPHV                                          | 古澤未来                                      |        |
| 90                                                                  | 7月22日  | 東大クイズ研究会のクイズ三昧（秘）ドライブ                 | 日本の頭脳!東大、そのクイズ研究会の学生に車を貸して見ると…彼らの行先は日光。見るモノ何でもクイズに変えてしまうそのクイズ脳と知識は必見です!                       | エスクァイア                                         | 小島よしお 伊沢拓司 水上颯                    |        |
| 91                                                                  | 7月29日  | とにかく運転がしたい!安東アナに車を貸したら…               | これまで41台の車を所有し、自らの運転にこだわる元TBSの安東アナが狩野英孝と本気ドライブへ!この男のドライブテクニックは凄い!!                                        | 86 "GT 6AT"                                          | 安東弘樹 狩野英孝                             |        |
| 92                                                                  | 8月5日   | 今や山手線でもたった一つ!消えゆく踏切絶景ドライブ&新常識   | 12本もの踏切が一斉に開閉する“荘厳踏切”!?インスタ映えの“踏切夜景”!?今や消えつつある風景“踏切”の意外な事実を知るドライブ旅!                                         | ルーミー                                             | 廣田あいか 岡安章介 （ななめ45°）             |        |
| 93                                                                  | 8月12日  | 激辛うまい店食べ尽くしドライブ第3弾!東京&埼玉編            | 緑色の麻婆豆腐!ゴロゴロ辛うま牛肉!スコーピオン地獄ラーメン!珍キムチ!辛すぎる!でもスゴイ旨い!激辛料理を巡り埼玉&東京をドライブ!                                    | タンク                                               | 馬場園梓 （アジアン） 藤崎涼                  |        |
| 94                                                                  | 8月19日  | 夏にさわやか!関東・魅惑の灯台巡り第3弾                     | 灯台マニア厳選!関東の灯台絶景巡り!横浜・最古の現役灯台&千葉の絶景パノラマ灯台!灯台のペーパークラフトや灯台お菓子など、実は身近な灯台の意外な事実も紹介!           | カムリ                                               | 団長安田 （安田大サーカス）                   |        |
| 95                                                                  | 8月26日  | 都市伝説マスターに車を貸したら…東京ミステリードライブ      | 渋谷ハチ公が無くなると、まさかの事態!?上野・西郷隆盛像が犬を連れている秘密!?本当かどうかわからないが、気になる逸話があるスポットを都市伝説マスターが巡ります      | ルーミー                                             | 島田秀平 山口敏太郎                           |        |
| 96                                                                  | 9月2日   | アレは何だ!?巨大建造物!ド迫力ナゾ解きドライブ              | 港にいる巨大キリン!?海に浮かぶ両端が無い橋!?巨大風車の意外な内部!東京ドーム220個分の超巨大工場も!                                                                 | ノア                                                 | レッド吉田 （TIM）                            |        |
| 97                                                                  | 9月9日   | とんかつVSカツ丼どっちが旨い!?マニアが店を厳選し美食バトル | 1000食以上食べ歩いた“とんかつマニア”と年間300食以上“カツ丼マニア”が絶対うまい店を厳選!食べ比べてどちらが美味しいかバトル!                                         | タンク                                               | 梅田彩佳                                      |        |
| 98                                                                  | 9月16日  | ブレイク芸人ガリットチュウ福島親子に車を貸したら…!?        | モノマネでブレイクの芸人・ガリットチュウ福島が子供と見せるまさかの素顔!二人の子供と触れ合い動物園でライオンにタッチ!?BBQでのモノマネに子供が想定外の行動!?        | アルファード“S サイドリフトアップチルトシート装着車” | 福島善成 （ガリットチュウ）                   |        |
| 99                                                                  | 9月23日  | 外国人の将棋マニア感動!羽生善治の将棋クラブ&将棋飯         | 藤井聡太が食べる"将棋飯"!真剣で作る数百万円の将棋盤!羽生善治を育てた（秘）将棋クラブ!将棋マニアの外国人が美人女流棋士と巡る将棋堪能ドライブ!                      | エスクァイア                                         | 竹俣紅                                        |        |
| 100                                                                 | 9月30日  | 大行列!営業時間が短すぎるカレーの名店巡り                  | カレーマニアが厳選した名店を紹介!日替わりで100種類も食べられる移動式カレー店!1日4時間限定の幻のスパイスカレーの店!とろとろチーズの究極キーマカレーの店!           | ヴォクシー                                           | 川島明 （麒麟）                               |        |
| 101                                                                 | 10月6日  | 関東三大“ヒドイ道”完全制覇!スリル満載の酷道ドライブ        | 超スレスレ!極細の山道で対向車とすれ違う!超細くて180度の急カーブトンネル、曲がれるの!?道路マニア厳選!まるでアトラクションの酷道をワンボックスカーで巡る!           | エスクァイア                                         | 高橋みなみ                                    |        |
| 102                                                                 | 10月13日 | ラーメンVSうどん!どっちが最強!?激うま麺の世界!             | お寺の中にある幻の小麦で作る究極うどん!有名ホテルの元総料理長が作る珠玉の絶品つけそば!ラーメンVSうどん!それぞれの麺マニアがオススメのお店を紹介!                  | アクア                                               | オカリナ （おかずクラブ） 村上純 （しずる）   |        |
| 103                                                                 | 10月20日 | 何が起こるかわからない!リアル・サバイバルでの絶品メシ      | 大自然で、サンシャイン池崎がサバイバル・マニアと、まさかの食糧調達や意外な水分補給法を体験!想像を超えた絶品料理に絶叫!サバイバルに欠かせない（秘）超便利グッズも! | ノア                                                 | サンシャイン池崎                              |        |
| 104                                                                 | 10月27日 | ウマ激辛の世界へ!大注目のしびれ鍋&石焼麻婆豆腐&ハバネロ    | 1日500食売れる石焼麻婆豆腐!この冬大注目の“しびれ鍋”!ハバネロを丸ごと使った人気メニューも!横澤夏子がウマ激辛の世界で感動&絶叫!                                     | ヴォクシー                                           | 横澤夏子                                      |        |
| 105                                                                 | 11月3日  | マニア厳選!わざわざ行くべきスーパーマーケットBEST3         | 試食がスゴイ!好きな量だけ買える!幻の食材も買える!マニアが厳選!まるで遊園地のように楽しめるスーパーマーケット旅!責任者に聞いたお得情報も!                          | プリウス                                             | チャンカワイ （Wエンジン）                    |        |
| 106                                                                 | 11月10日 | 絶品&癒される!昭和レトロなドライブイン巡り                 | 昭和風情漂う絶品ドライブイン巡り!激安!自家製チャーシューのラーメンや、特製!生姜焼き定食など!ドライブインマニアしか知らない裏情報と共に厳選!                       | ハリアー                                             | 箕輪はるか （ハリセンボン）                   |        |
| 107                                                                 | 11月17日 | 房総半島ドライブ!田中みな実＆ドライブマニア安東アナ暴走    | 自称“世界一の車好き”安東アナと、自由すぎる後輩アナ・田中みな実が秋の房総半島を破天荒ドライブ!絶景!ローカル線と並走&絶品&肉厚!黄金のアジフライ!                    | カローラスポーツ "1.2ターボG“Z”6MT"                  | 安東弘樹 田中みな実                           |        |
| 108                                                                 | 11月24日 | お取り寄せ餃子の名店!実際に行ってウマさの秘密を探る        | 餃子マニア厳選!お取り寄せ餃子の名店に実際に訪れ、そのウマさの秘密に迫る!全国1000店舗以上に餃子を卸す専門工場の改良餃子!1日200個限定の餃子の皮に衝撃の秘密!        | ノア                                                 | 中井りか（NGT48） 亜希子                      |        |
| 109                                                                 | 12月1日  | 乗らなくても楽しめる!飛行機を堪能ドライブ                  | 飛行機マニアが厳選!飛行機がスレスレに通過する爆音スポット!成田空港内部で見たことない飛行機のバック方法!さらに、品川にある（秘）プライベートジェットでドバイへ!    | カムリ                                               | 中村仁美                                      |        |
| 110                                                                 | 12月8日  | 進化系バブル時代を田中美奈子マイケル富岡VS乃木坂46で巡る   | ティラミス、スニーカー、芸能人が通うスポットなど!バブル時代の産物が進化!トレンディドラマ女優・田中美奈子&マイケル富岡VS平成の人気アイドル・乃木坂46で巡る         | アルファード                                         | 田中美奈子 マイケル富岡 中田花奈 （乃木坂46） |        |
| 111                                                                 | 12月15日 | カーナビにない道を進むと…意外な事実が!?                    | ナビから道が消えた!カーナビに載らない道をひたすら進む!その先には…!?意外な事実を発見!                                                                              | ランドクルーザープラド“TZ-G”                         | ダイアン 和田まあや （乃木坂46）              |        |
| 112                                                                 | 12月22日 | 美女が体感!ゲーミングハウスとは!?eスポーツ衝撃の世界       | ゲームするためだけに100万円のパソコン!ゲーマーの虎の穴（秘）合宿所!レーシングゲーム日本チャンピオンの衝撃の自宅!20代の若者がハマるeスポーツ驚異の世界に潜入       | 86 "GT 6AT"                                          | 廣田あいか                                    |        |
| （12月29日は『マツコ&亨のビューティー言いたい放題』放送のため休止） |          |                                                            | |                                                      |                                               |        |

| 2019年                                                                                  | 2019年  | 2019年                                                                  | 2019年 | 2019年     | 2019年                                                     | 2019年 |
| 回                                                                                      | 放送日  | サブタイトル                                                            | 放送内容 | 使用車種   | VTR出演                                                    |        |
| --------------------------------------------------------------------------------------- | ------- | ----------------------------------------------------------------------- | --- | ---------- | ---------------------------------------------------------- | ------ |
| 113                                                                                     | 1月5日  | ラーメンマニアが行ってない店ぜんぶ食べる!激ウマ発見                     | 年間700杯のラーメンを食べるマニアが行った事ない店をハシゴ!激ウマと思った店をガチンコ取材!ダブルスープの極上!塩ラーメン&トンコツ&味噌ブレンド麺の名店発見! | シエンタ   | 高橋彩音 （AKB48）                                         |        |
| 114                                                                                     | 1月12日 | 美人外国人&声優と巡る!愛すべき“痛かっこいい”世界                        | 渋谷&表参道にある女性熱狂の（秘）カフェ!イケメンに特化した（秘）グッズ販売の店!さらに進化した（秘）痛車とは!?人気声優&美人外国人も興奮! | ヴォクシー | 藤本敏史（FUJIWARA） 月野もあ（仮面女子） ユリコタイガー   |        |
| 115                                                                                     | 1月19日 | 美女たちの恋愛事情を調査!逆ヒッチハイク                                 | 街行く美女たちの恋愛事情を聞いて回るドライブ!合コンはお母さんがセッティング!?美人妻の（秘）新婚生活!? | ノア       | 飯尾和樹（ずん） 井戸田潤（スピードワゴン）                |        |
| 116                                                                                     | 1月26日 | ナビに載らないスゴイ道の先には一体何が…!?衝撃の事実                     | 千葉の大自然が残る地域!ナビに出ない酷道を進むと…!?穴が上下にある謎のトンネルを発見!さらに!絶景の眺望に佇む謎のお寺では握手できる仏像が!?衝撃の事実が判明! | C-HR       |                                                            |        |
| 117                                                                                     | 2月2日  | マニアの知らないカレーの名店!ひたすら探すガチンコ旅                     | カレー激戦区の中央線沿線をドライブ! マニアが食べた事のないカレーを求めてガチンコ取材！公園の中にある海軍カレー!チーズたっぷり焼肉店の絶品カレー! | シエンタ   | パンサー 北原里英                                          |        |
| 118                                                                                     | 2月9日  | 激突!90年継ぎ足しタレ絶品かつ丼VS超熟成!究極とんかつ                    | とんかつ街道有する豚肉天国・群馬で“とんかつVSかつ丼”どっちがウマいかマニアが激突!5週間熟成させた豚肉を使った究極とんかつVS90年継ぎ足した（秘）タレの絶品かつ丼 | カムリ     | 向井葉月（乃木坂46）                                       |        |
| 119                                                                                     | 2月16日 | マニアも知らない町中華!炒飯の隠れた名店ガチンコ探し!発見                | 卵炒飯!あんかけ炒飯などの炒飯。逸品を求めて、炒飯マニアも知らない名店をガチンコで探す!東京・横浜の町中華をひたすら回って…テレビ初公開の絶品炒飯を発見! | ノア       | おかずクラブ 吉田朱里（NMB48）                             |        |
| 120                                                                                     | 2月23日 | 超絶うまいハンバーグ!聖地・池袋でガチ探し!                              | 当たりだったので取材させてください!ハンバーグマニアも知らない名店を求めアポなし調査! 生ではなくすでに焼けている!?思わず拍手が飛び出した鉄板焼きハンバーグ発売約10年で累計1億3000万食突破……マニアが語るガストのチーズINハンバーグの秘密とはまさかのラスト1個!35回の改良を重ねた究極の麹ハンバーグ | シエンタ   | 高橋みなみ ブリリアン                                      |        |
| 121                                                                                     | 3月2日  | 車あるんですけど…?絶品ご当地ラーメンの隠れた名店ガチ探し                | 多彩なご当地ラーメンが楽しめる千葉でラーメンマニアも知らない名店探し!ワンコインで食べられる激安!こだわり醤油ラーメン発見&テレビ初!取材拒否のとんこつラーメン |            | 加藤歩（ザブングル） 荻野由佳（NGT48） SUSURU ラーメン官僚 |        |
| 122                                                                                     | 3月9日  | 車あるんですけど…?ヤバイ道の先には何がある!?まさかの緊急事態!           | 断崖絶壁の険しい道…通るのにスレスレの激細道など、ヤバイ道、すなわち酷道の先には一体何があるのか!?想像を超える衝撃的な事実が! |            | ダイアン 和田まあや（乃木坂46）                            |        |
| 123                                                                                     | 3月16日 | 車あるんですけど…?樹海…!?謎の建物…!?ヒドイ道の先には何がある!?          | 極細!切り立つ崖!通るのに困難なヒドイ道をひたすら進む!果たして、その先には何があるのか!?道があるなら何かがあるはず!進んだ結果…衝撃の事実を知る!? |            | かまいたち 谷川愛梨（NMB48）                               |        |
| （3月23日は『テレビ東京開局55周年特別企画 ドラマスペシャル 二つの祖国』放送のため休止） |         |                                                                         | |            |                                                            |        |
| 124                                                                                     | 3月30日 | 車あるんですけど…?千葉のスゴイ道の先には何が…ハプニング連発まさかの結末 | 崖っぷち!?落石!?スゴイ道をひたすら進むと、その先には一体何があるのか!?道があるなら何かがあるはず!その先には…絶景!?行き止まり!?意外な事実を知ることに! |            | 岩井勇気（ハライチ） 岩本蓮加（乃木坂46）                  |        |

## 放送局・配信元
放送局
| 放送対象地域   | 放送局         | 系列           | 放送日時           | 放映開始日     | 備考       |
| -------------- | -------------- | -------------- | ------------------ | -------------- | ---------- |
| 関東広域圏     | テレビ東京     | テレビ東京系列 | 土曜 22:30 - 23:00 | 2016年10月2日  | 制作局     |
| 北海道         | テレビ北海道   | テレビ東京系列 | 土曜 22:30 - 23:00 | 2016年10月2日  | 同時ネット |
| 愛知県         | テレビ愛知     | テレビ東京系列 | 土曜 22:30 - 23:00 | 2016年10月2日  | 同時ネット |
| 大阪府         | テレビ大阪     | テレビ東京系列 | 土曜 22:30 - 23:00 | 2016年10月2日  | 同時ネット |
| 岡山県・香川県 | テレビせとうち | テレビ東京系列 | 土曜 22:30 - 23:00 | 2016年10月2日  | 同時ネット |
| 福岡県         | TVQ九州放送    | テレビ東京系列 | 土曜 22:30 - 23:00 | 2016年10月2日  | 同時ネット |
| 奈良県         | 奈良テレビ     | 独立局         | 火曜 17:29 - 17:58 | 2016年11月15日 | 遅れネット |

※前番組『ドラGO!』を遅れネットしていたテレビ東京系列のBS放送であるBSジャパン→BSテレ東では放送されていない。
ネット配信
- TVer：テレビ東京系列での放送終了後から次回放送日の22:59まで、最新回のみ配信。

## スタッフ
- フォーマットデザイン：井熊俊博（以前は演出）
- 構成：佐藤大地、加藤淳一郎、岩本哲也（週替り）
- CAM：新井直樹、山本祐吉
- VE：小笹直樹、森田浩行
- EED：森嶋亮
- MA：浅井佑人
- 音効：阿部雄太
- タイトル：永井秀実（JOINT）
- メイク：山田かつら
- 車両：ドルフィンズ、notte、ロケット・バス、東北ロケーションサービス
- 技術協力：港家、麻布プラザ、JPN、HBCフレックス、イメージランド
- 協力：住友不動産六本木グランドタワー
- デスク：門田理紗（テレビ東京）
- AP：本山ひかる（本山→一時離脱→復帰）
- AD：宇都宮祐二、伊藤優、芝内竜成、照山友裕、小久保麻里、白石郁也、中島諒二、田中準、伊藤愛実、増島透、田中隼、深谷将義、名嶋正人、松並潤治、有村恒太、水江真太郎、青木美月、比山拓海、山口綾加、山浦裕斗（週替り）
- ディレクター：小野貴之、青柳剛、平井俊範、花田憲明、湯田遥水、熊澤謙一、川名良和、百々隆了、北嶋浩久、西重雄、田辺昌邦、古田嶋洋平、国玉靖仁、柳瀬寿明、岡山薫、伊東英剛、中間拓郎、清田知宏、大野洋、佐野浩巳、茂木孝太、白金茜、荒木志宣、有馬基揮、伊豆原聡、甲斐康道、後閑雄介（週替り）
- 演出：田中慶（以前はディレクター）
- プロデューサー：清水俊雄（テレビ東京、2018年8月5日 - ）、鈴木隆浩
- CP(チーフプロデューサー)：越山進（テレビ東京、2018年8月5日 - ）
- 制作協力：LOGIC ENTERTAINMENT
- 制作著作：テレビ東京

### 過去のスタッフ
- 構成：北本かつら（毎週）
- CAM：崎原仁
- VE：今泉始
- MA：岡崎穣
- 広報：波多野友梨（テレビ東京）
- AP：綾田舞、西田早耶香、川村理美
- 制作P：鈴木貴也
- 制作進行：庄子伸正
- プロデューサー：高砂佳典（テレビ東京）